# Aeschynomene egena
Aeschynomene egena är en ärtväxtart som först beskrevs av James Francis Macbride, och fick sitt nu gällande namn av Velva Elaine Rudd. Aeschynomene egena ingår i släktet Aeschynomene och familjen ärtväxter. Inga underarter finns listade i Catalogue of Life.